# Sigmundur Davíð Gunnlaugsson
Sigmundur Davíð Gunnlaugsson (Reykjavik, 12 maart 1975) is een IJslandse politicus. In 2009 werd hij voorzitter van zijn Progressieve Partij en in 2013 premier van IJsland. Nadat zijn naam viel in de Panama Papers nam hij ontslag uit beide functies.

## Loopbaan
Sigmundur Davíð behaalde in 2005 zijn bachelordiploma bedrijfskunde aan de Universiteit van IJsland. Hij bracht ook studietijd door aan de universiteiten van Kopenhagen, Oxford, Cambridge en de Plekhanov Universiteit in Moskou. Hij was journalist en tv-presentator bij de omroep Ríkisútvarpið.
Op 18 januari 2009 werd hij verkozen tot voorzitter van de Progressieve Partij. 40,9% van de partijleden stemde op hem, daarmee versloeg hij zijn tegenstander Höskuldur Þórhallsson (37,9%). Op 25 april 2009 werd hij namens Reykjavik-Noord verkozen in het Alþing (het parlement van IJsland), waarin hij sinds 27 april 2013 het kiesdistrict Norðausturkjördæmi (Akureyri en omgeving) vertegenwoordigt.
Op 23 mei 2013 volgde hij Jóhanna Sigurðardóttir op als minister-president van IJsland. Hij bekleedde deze functie bijna drie jaar. In april 2016 werd zijn naam genoemd in de Panama Papers. Volgens het International Consortium of Investigative Journalists (ICIJ) bezat de premier samen met zijn vrouw het schermbedrijf Wintris Inc op de Britse Maagdeneilanden. In dit bedrijf werden miljoenen dollars aan obligaties ondergebracht van verschillende grote IJslandse banken. In 2009 verkocht hij zijn aandelen in het schermbedrijf voor een symbolische dollar aan zijn vrouw. Hierop ontstond, aldus een politiewoordvoerder, een van de grootste protesten ooit in Reykjavik. Vanwege de onthullingen in de documenten verzocht Sigmundur Davíð de president van IJsland, Ólafur Ragnar Grímsson, het parlement te ontbinden. De president weigerde. Op 5 april werd bericht dat Sigmundur Davíð was afgetreden, maar de dag erna ontkende hij dit. Gesteld werd dat hij slechts tijdelijk vervangen zou worden. Op 7 april werd hij opgevolgd als premier en partijvoorzitter door zijn partijgenoot en minister van Landbouw en Visserij Sigurður Ingi Jóhannsson.
In december 2018 kwam Sigmundur Davíð Gunnlaugsson in het nieuws doordat een omstander zijn seksistische kroegpraat heimelijk had opgenomen en op de sociale media verspreid. Daarin had hij met vijf politici een aantal vrouwelijke collega's 'de maat genomen'. Andere politici reageerden geschokt en sommigen kondigden aan niet meer met hem te willen samenwerken. Alþing-voorzitter Steingrímur Jóhann Sigfússon bood namens het parlement excuses aan aan allen die zich beledigd voelden. Sigmundur Davíð verklaarde geen gehoor te zullen geven aan de roep om af te treden als parlementslid.
- Virtual International Authority File: 5275152139992211100002